# Непейцын, Сергей Васильевич
Сергей Васильевич Непейцын (1771, Великолуцкая провинция, Новгородская губерния — 1848, Санкт-Петербург) — российский военный. Герой Войны 1812 года, генерал-майор.

## Биография
Родился в 1771 году в имении Ступино Великолуцкой провинции. Из дворян Псковской губернии. Окончил в 1787 году петербургский Артиллерийский и инженерный шляхетский корпус. Учился в одном классе с будущими графом А. А. Аракчеевым и генералом И. С. Дороховым.
По окончании корпуса направлен в Бугский егерский корпус, которым командовал генерал-майор князь Михаил Илларионович Кутузов. Участвовал в стычках с турками.
Первым большим сражением С. В. Непейцына стал штурм турецкой крепости Очаков в 1788 году. Вследствие тяжёлого ранения полученного на стенах Очакова, семнадцатилетний офицер лишился ноги выше колена. За штурм Очаковской твердыни Непейцын был удостоен Очаковского креста и креста Ордена Св. Владимира.
В 1791 году, в Санкт-Петербурге, куда Непейцын прибыл для выправления пенсиона, произошла встреча с замечательным русским механиком Иваном Петровичем Кулибиным. Кулибин сконструировал и изготовил для Непейцина уникальный для своего времени протез, позволивший юному офицеру обрести подвижность, уверенность и остаться на военной службе.
«Прошлого 1791 года, в сентябре месяце, по моему указанию сделана нога в Санкт-Петербурге артиллерии офицеру Непейцыну, лишившемуся оной в очаковском штурме». Кулибин И. П. (Архив РАН)..
С 1792 по 1806 годы служил в причисленной к тульскому оружейному заводу «Подвижной инвалидной роте Нумер четвёртый». С 1799 года — капитан, в 1800 году был назначен командиром роты, а в 1804 году получил чин майора. В 1806 году был отставлен от командования графом Аракчеевым с производством в подполковники и награждением «…За усердие в службе» Орденом Святой Анны II-го класса.
В 1807 году определён в нестроевую должность — городничим города Великие Луки. Служа городничим, прославился радением о населении, безукоризненной честностью и решительностью. Эти качества принесли неприятности по службе. В конце 1811 года, вследствие конфликта с проезжим вельможей (графом Салтыковым), вынужден был оставить службу по личному прошению.
В 1812 году отставной подполковник Непейцын поступил волонтёром в 24-й егерский полк Отдельного корпуса генерала Витгенштейна. Полком командовал друг детства, воспитанник Греческого кадетского корпуса (Корпус чужестранных единоверцев), полковник Е. И. Властов (кавалер редкого для полковника ордена — Святого Георгия III-го класса, впоследствии, генерал-лейтенант).
Непейцын сумел отличиться в первом же бою под Клястицами. Затем последовали другие боевые эпизоды: Якубово, Полоцк, Смольна…
«В сражении 19-го Октября, при мест. Чашниках будучи при Ген.-Лейтенанте Князе Яшвиле в авангарде, с особенною храбростию бросался во все опасные места с примерною поспешностию приводил в исполнение распоряжения его, способствуя тем к поражению и прогнанию неприятеля, за каковое отличие и кроме того за отличие в сражениях бывших 1-го и 2-го Ноября при мызе Смолянах, объявлено Высочайшее благоволение». (Моск. Отд. Общ. Арх. Гл. Шт., опись 153 г., св. 9, дело № 7, стр. 27, общей канцелярии Военного Министерства)
В дальнейшем командовал сводно-драгунским дивизионом (по одному эскадрону от Ингерманландского, Рижского и Ямбургского  Архивная копия от 3 февраля 2014 на Wayback Machine драгунских полков). Драгуны под командой Непейцына нападали на гарнизоны и обозы противника, истребляли мародёров. Тогда стали известны лихие дела партизан подполковника Непейцина: разгром крупного отряда французов у Козьян, бой у Стефановичей. С этого дня (16 сентября 1812 года ст.стиля) волонтёр, отставной подполковник Непейцын был восстановлен в службе. За умелые партизанские действия Сергей Васильевич был удостоен — ордена Святого Георгия IV класса (№ 2438 (1071); 21 сентября 1812). Ему дан чин полковника со старшинством с 1 октября 1812 года ст.стиля.
За заслуги увечного героя Александр I повелел перевести полковника Непейцына «тем же чином» в Старую Гвардию, в прославленный лейб-гвардии Семёновский полк, шефом которого состоял сам Император. В составе этого полка Непейцын принимал участие в сражениях при Кульме, Лейпциге, Париже. За Кульм награждён золотым оружием и прусской наградой, т. н. Кульмским Крестом. Во время известных «ста дней» Императора Наполеона оставался в Петербурге, командиром резервной роты ушедшего в поход полка.
Вскоре после этого вышел в отставку «по собственному прошению» и по именному повелению императора Александра I — с чином генерал-майора. Скончался в Санкт-Петербурге. Похоронен на Смоленском кладбище Санкт-Петербурга.